# De Iacob et vita beata
De Iacob et vita beata, o De Jacob et vita beata (Su Giacobbe e la vita felice), è un'opera di Ambrogio di Milano, dottore della Chiesa, scritta probabilmente nel 386; appartiene al gruppo delle opere oratorie ed esegetiche ambrosiane.
L'opera, in due libri, focalizza l'attenzione sulla virtù e sul bene attraverso l'esempio di alcuni personaggi biblici, soprattutto di Giacobbe.